# Jan Hendrik Schön
Jan Hendrik Schön (Verden, agosto 1970) è un fisico tedesco che salì velocemente alla ribalta dopo una serie di scoperte apparentemente rivoluzionarie che in seguito risultarono essere false.
Prima della scoperta delle falsificazioni Schön aveva ricevuto il premio Otto-Klung-Weberbank per la fisica nel 2001, il premio Braunschweig nel 2001 e il premio Outstanding Young Investigator della Materials Research Society nel 2002, premi che in seguito gli furono ritirati.
Lo scandalo Schön provocò nella comunità scientifica un dibattito sul grado di responsabilità dei coautori e dei revisori degli articoli scientifici. Il nocciolo del dibattito era se il sistema della peer review, tradizionalmente inteso a individuare errori e determinare la rilevanza e l'originalità degli articoli, dovesse anche avere il compito di scoprire frodi intenzionali.

## Presunte scoperte
Schön operava nei campi della fisica dello stato solido e della nanotecnologia. Nel 1997 ottiene il dottorato in fisica presso l'Università di Costanza. Nello stesso anno fu assunto dai Bell Labs, uno dei più prestigiosi laboratori di ricerca privati del mondo, ricco di una riconosciuta storia di contributi scientifici e invenzioni. Nel 2001 fu notato che Schön pubblicava in media un articolo scientifico ogni otto giorni.
Fra le tante scoperte da lui annunciate in quegli anni fece clamore l'invenzione del transistor molecolare. In un articolo apparso su Nature dichiarò d'aver prodotto un transistor a dimensioni molecolari. Affermava di aver usato uno strato sottile di un composto organico che, grazie a un fenomeno di auto-organizzazione, aveva la facoltà di agire come un transistor controllato da campi elettrici esterni. Se confermato, questo transistor avrebbe rivoluzionato l'intera industria dell'elettronica, spostandola dalla tecnologia basata sul silicio a una costruita su materiali organici. Altrettanto stupefacente fu l'annuncio di aver reso superconduttiva una plastica.

## Sospetti
Numerosi colleghi avanzarono dubbi all'aumentare delle scoperte annunciate e pubblicate. La professoressa Lydia Sohn, allora all'Università di Princeton, notò che due esperimenti effettuati a temperature molto diverse mostravano lo stesso rumore di fondo, in contraddizione con quanto atteso. Dopo essere stato avvertito dalla redazione di Nature del problema, Schön dichiarò d'avere accidentalmente scambiato due grafici.
Il professor Paul McEuen della Cornell University scoprì allora che lo stesso rumore di fondo appariva anche in un altro articolo che si riferiva a un esperimento diverso. Ulteriori ricerche effettuate da McEuen, Sohn e altri fisici fecero emergere nei lavori di Schön numerosi esempi di dati duplicati. Questo diede inizio a una serie di reazioni nel mondo della fisica che indusse rapidamente la Lucent Technologies, casa madre dei Bell Labs, a istituire un'inchiesta formale.
Nel maggio 2002 i Bell Labs nominarono un comitato d'inchiesta esterno diretto dal professore Malcolm Beasley dell'Università di Stanford. Il comitato ottenne informazioni da tutti i coautori degli articoli di Schön e intervistò i tre principali (Zhenan Bao, Bertram Batlogg e Christian Kloc). Vagliò in dettaglio i dati elettronici dei risultati presentati negli articoli incriminati. Alla richiesta del comitato di avere accesso ai dati originali Schön affermò di non aver tenuto nessun archivio né un quaderno di laboratorio. Inoltre tutti i suoi campioni sperimentali risultarono danneggiati e inutilizzabili, rendendo impossibile una ripetizione degli esperimenti.
Nel settembre 2002 il comitato rese pubblico il suo rapporto che tratta in dettaglio 24 sospetti di manipolazione dei dati. Di 16 di essi il rapporto stabilisce con certezza la falsità: il comitato individuò le prove che gli stessi dati vennero usati in numerosi esperimenti e che altri furono fabbricati usando esclusivamente funzioni matematiche.
Il rapporto stabilisce inoltre che tutte le manipolazioni illecite furono opera del solo Schön. Tutti i coautori, incluso il capo del gruppo e diretto superiore Bertram Batlogg, furono riconosciuti innocenti dal punto di vista formale. Delle riserve furono invece espresse sul piano professionale ed etico.

## Sanzioni e conseguenze
Schön riconobbe che i dati erano scorretti in numerosi dei suoi articoli. Sostenne che le sostituzioni dei dati erano avvenute in buona fede per delle sviste. Ammise di avere falsificato alcuni dati e si giustificò dicendo d'averlo fatto per meglio mostrare fenomeni che aveva veramente osservato.
Alcuni ricercatori dell'Università tecnica di Delft e del Centro di Ricerca Thomas J. Watson hanno ripetuto gli esperimenti di Schön, senza ottenere gli stessi risultati. Anche prima dell'emergere dello scandalo diversi gruppi di ricerca avevano tentato di riprodurre, invano, i risultati spettacolari da lui annunciati.
Nel giugno 2004 l'Università di Costanza pubblicamente annunciò il ritiro del titolo di dottore a Schön per condotta disonorevole. Wolfgang Dieterich del Dipartimento di Fisica chiamò la faccenda «la maggiore frode scientifica degli ultimi 50 anni», affermando che «la credibilità della scienza era stata intaccata».
Schön fece ricorso, ma il 28 ottobre 2009 l'Università vinse la causa.
Nell'ottobre 2004 la Società tedesca per la ricerca (DFG, Deutsche Forschungsgemeinschaft) annunciò delle sanzioni contro Schön. Gli furono tolti il diritto di voto nella DFG, il diritto di servire nei comitati della DFG per un periodo di otto anni e la possibilità di ottenere dei sussidi di ricerca.

## Articoli ritirati
Un gran numero di articoli di J. H. Schön furono ritirati. Il 31 ottobre 2002, la rivista Science ritirò otto articoli firmati da Schön:
- J. H. Schön, S. Berg, Ch. Kloc, B. Batlogg, Ambipolar pentacene field-effect transistors and inverters, Science 287, 1022 (2000)
- J. H. Schön, Ch. Kloc, R. C. Haddon, B. Batlogg, A superconducting field-effect switch, Science 288, 656 (2000)
- J. H. Schön, Ch. Kloc, B. Batlogg, Fractional quantum Hall effect in organic molecular semiconductors , Science 288, 2338 (2000)
- J. H. Schön, Ch. Kloc, A. Dodabala-pur, B. Batlogg, An organic solid state injection laser, Science 289, 599 (2000)
- J. H. Schön, A. Dodabalapur, Ch. Kloc, B. Batlogg, A light-emitting field-effect transistor, Science 290, 963 (2000)
- J. H. Schön, Ch. Kloc, H. Y. Hwang, B. Batlogg, Josephson junctions with tunable weak links, Science 292, 252 (2001)
- J. H. Schön, Ch. Kloc, B. Batlogg, High-temperature superconductivity in lattice-expanded C60, Science 293, 2432 (2001)
- J. H. Schön, H. Meng, Z. Bao, Field-effect modulation of the conductance of single molecules , Science 294, 2138 (2001)

Il 20 dicembre 2002, la rivista Physical Review ritirò sei articoli firmati da Schön:
- J. H. Schön, Ch. Kloc, R. A. Laudise, and B. Batlogg, Electrical properties of single crystals of rigid rodlike conjugated molecules, Phys. Rev. B 58, 12952-12957 (1998)
- J. H. Schön, Ch. Kloc, and B. Batlogg, Hole transport in pentacene single crystals, Phys. Rev. B 63, 245201 (2001)
- J. H. Schön, Ch. Kloc, D. Fichou, and B. Batlogg, Conjugation length dependence of the charge transport in oligothiophene single crystals , Phys. Rev. B 64, 035209 (2001)
- J. H. Schön, Ch. Kloc, and B. Batlogg, Mobile iodine dopants in organic semiconductors, Phys. Rev. B 61, 10803-10806
- J. H. Schön, Ch. Kloc, and B. Batlogg, Low-temperature transport in high-mobility polycrystalline pentacene field-effect transistors, Phys. Rev. B 63, 125304 (2001)
- J. H. Schön, Ch. Kloc, and B. Batlogg, Universal Crossover from Band to Hopping Conduction in Molecular Organic, Phys. Rev. Lett. 86, 3843-3846 (2001)

Il 5 marzo 2003, la rivista  Nature ritirò sette articoli firmati da Schön:
- J. H. Schön, Ch. Kloc, E. Bucher and B. Batlogg. Efficient organic photovoltaic diodes based on doped pentacene . Nature 403, 408-410 (1999)
- J. H. Schön, Ch. Kloc and B. Batlogg. Superconductivity in molecular crystals induced by charge injection. Nature 406, 702-704 (2000)
- J. H. Schön, Ch. Kloc and B. Batlogg. Superconductivity at 52 K in hole-doped C60. Nature 408, 549-552 (2000)
- J. H. Schön, A. Dodabalapur, Z. Bao, C. Kloc, O. Schenker and B. Batlogg. Gate-induced superconductivity in a solution-processed organic polymer film. Nature 410, 189-192 (2001)
- J. H. Schön, H. Meng and Z. Bao. Self-assembled monolayer organic field-effect transistors. Nature 413, 713-716 (2001)
- J. H. Schön, C. Kloc, T. Siegrist, M. Steigerwald, C. Svensson and B. Batlogg. Superconductivity in single crystals of the fullerene C70. Nature 413, 831-833 (2001)
- J. H. Schön, M. Dorget, F. C. Beuran, X. Z. Zu, E. Arushanov, C. D. Cavellin and M. Lagues. Superconductivity in CaCuO2 as a result of field-effect doping. Nature 414, 434-436 (2001)